# Konstitutionssäule (Gaibach)

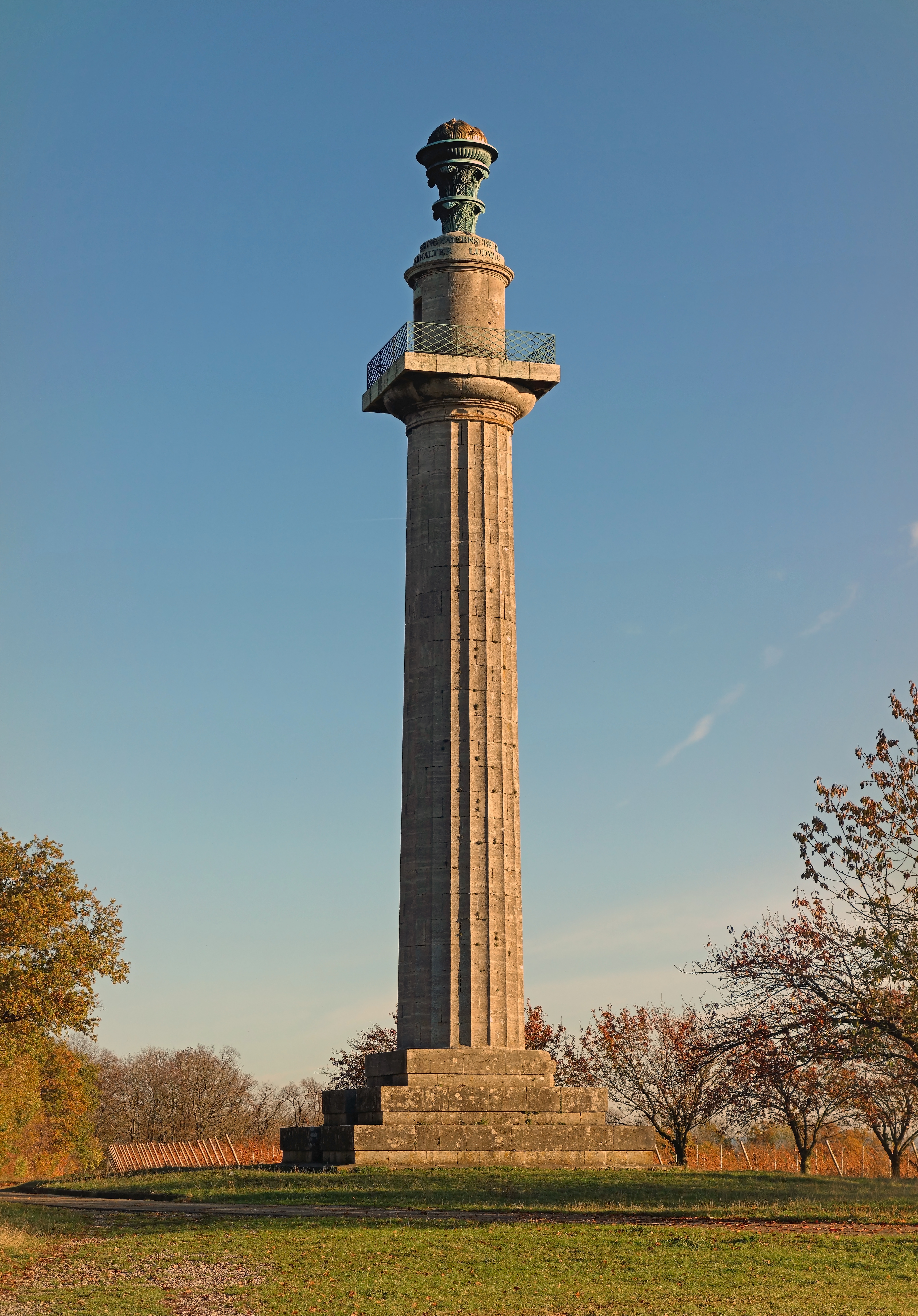
Die Konstitutionssäule im Schlosspark Gaibach

Die Konstitutionssäule ist eine 32 m hohe kannelierte Säule mit zugänglicher Plattform, die zur Erinnerung an die Bayerische Verfassung von 1818 in Gaibach erbaut wurde. Das Baudenkmal wurde von Franz Erwein von Schönborn nach einem Entwurf von Leo von Klenze zwischen 1821 und 1828 im Schlosspark errichtet. 

## Geschichte

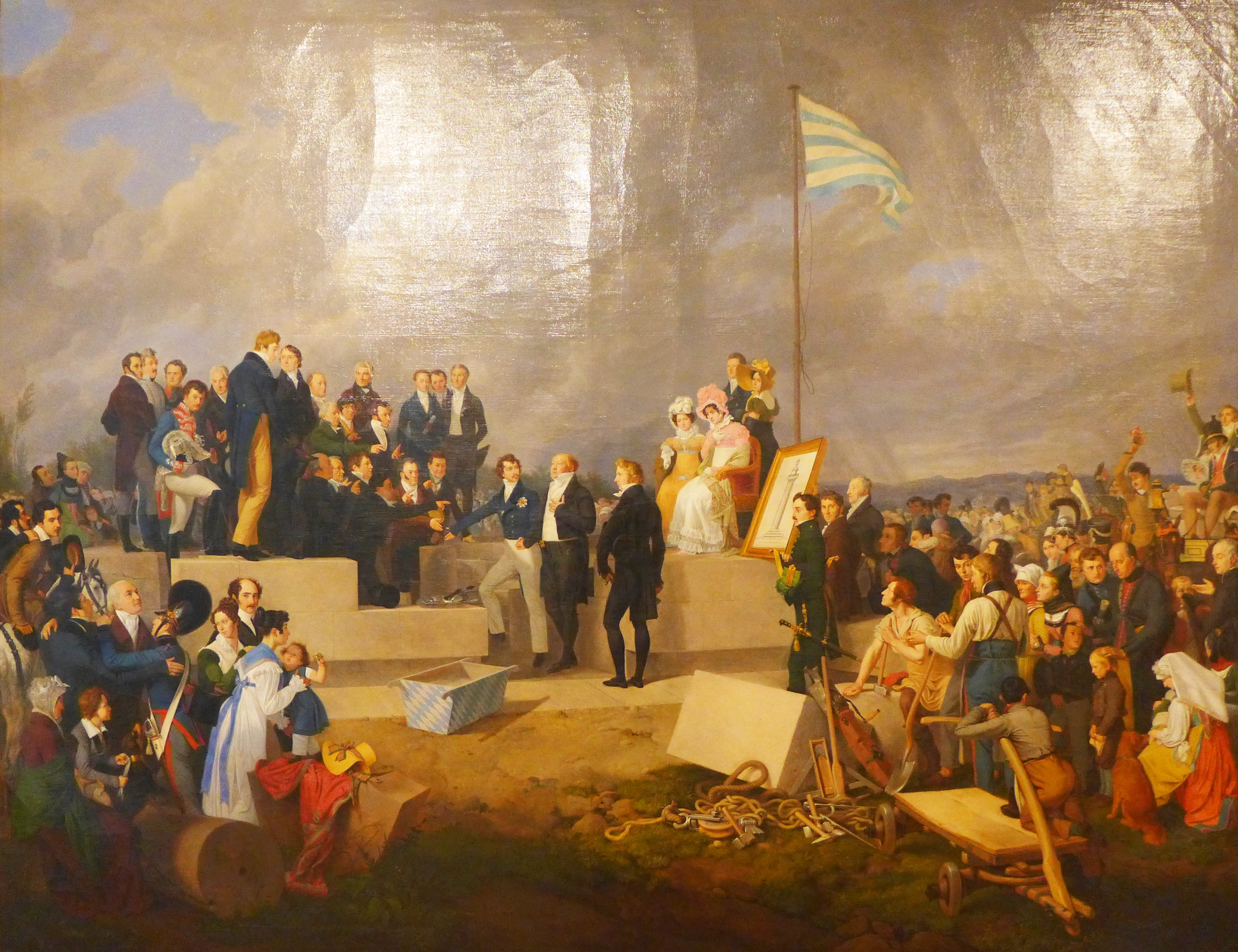
Grundsteinlegung der Gaibacher Konstitutionssäule, Ölgemälde von Peter von Hess, 1822/1823

Ausschlaggebend für den Bau der Säule war die Bayerische Verfassung von 1818. König Max Joseph beschränkte seine Rechte selbst und ließ eine gewählte Volksvertretung an seiner Seite mitregieren. Die Idee zur Errichtung hatte Graf Franz Erwein von Schönborn, der als mediatisierter Fürst all seine Rechte 1803 aufgeben musste und dennoch die Idee einer magna charta Bavariae befürwortete.
Als Architekt wurde Leo von Klenze gefunden, dessen Pläne zum Bau vom Grafen mehrfach umgearbeitet wurden. Die Grundsteinlegung fand am 26. Mai 1821 statt. Anwesend waren Kronprinz Ludwig und mehrere Würdenträger aus Würzburg. Nach einem Gottesdienst in der Gaibacher Dreifaltigkeitskirche fuhr man den Berg hinauf. Ein 1823 entstandenes Ölgemälde von Peter von Hess fasst die Zeremonie zusammen.
Die Einweihung der Konstitutionssäule fand am 22. August 1828 statt. Wiederum war Ludwig, mittlerweile König Ludwig I., unter den Ehrengästen. Mehrere Gedenkmünzen wurden von dem Ereignis geprägt; die Feier der Einweihung wurde Jahr für Jahr wiederholt. Erst 1831 endeten diese Jubiläen, als Ludwig I., unter dem Eindruck der Julirevolution in Frankreich seinen Reformkurs beendete.
Im Jahr 1832 kamen zum Jahrestag der Einweihung Menschen, die, ausgerüstet mit schwarz-rot-goldenen Fahnen, die Einheit Deutschlands herbeiführen und ähnlich dem Hambacher Fest ein Zeichen für diese Einigung setzen wollten. Auch der bis 1832 als Bürgermeister Würzburgs tätige Wilhelm Joseph Behr rief dort zur Fortentwicklung der bayerischen Verfassung auf. Die Initiatoren dieser Veranstaltung wurden verhaftet und die Säule in den Folgejahren zum Ausflugsziel herabgestuft.
Erst 1968, im Jahr der 150-Jahr-Feier der Verfassung, versammelten sich erneut Menschen an der Konstitutionssäule. Sie hielten Reden auf den Beginn der Konstitutionalisierung in Bayern. Die Säule wird heute vom Bayerischen Landesamt für Denkmalpflege unter der Nummer D-6-75-174-257 geführt. 
Im Jahr 2020 wurde die Gaibacher Konstitutionssäule vom Bayerischen Landtag zusammen mit zwölf weiteren Orten als einer der „Orte der Demokratie in Bayern“ benannt. Auf Empfehlung eines wissenschaftlichen Beirates sollen damit Schauplätze, an denen bayerische Demokratiegeschichte geschrieben wurde, im öffentlichen Raum mit einem Gedenkobjekt sichtbar gemacht werden.

## Architektur
Die dorische Säule präsentiert sich als 30 m hohes Monument. Der Sockel ist dreifach gestuft. Die klassizistische Form erinnert an die Trajanssäule in Rom. Im Innern führt eine Wendeltreppe bis zur Aussichtsplattform. Eine Widmungsinschrift lautet: „Der Verfassung Bayerns, ihrem Geber Max Joseph, ihrem Erhalter Ludwig zum Denkmale“.